# MAGUK
Les protéines MAGUK (Membrane-Associated GUanylate Kinase) sont des macromolécules intervenant dans l'organisation des membranes plasmiques. Elles sont des composants des récepteurs NMDA, intervenant dans les interactions chimiques de la densité post-synaptique, dit PSR. Les MAGUK possèdent plusieurs domaines d’interaction protéique chacune.
ELLES se retrouvent dans les membranes plasmiques, dans l'organisation des régions spécialisées, comme dans :
- les synapses neuronales[2] ;
- les zones d'adhérence des bordures perméables épithéliales ;
- le complexe protéine (en) -NMDAR ;
- les disques intercalaires du myocarde.

## Famille
Cette super-famille comprend diverses protéines, qui agissent sur plusieurs domaines dits protéiques (PDZ (en), SH3 (en), GUK).
- Post-synaptic density 95 ou PSD95 ;
- Chapsyne 110 ;
- Synapse-associated protein 95 ou SAP95 ;
- Synapse-associated protein 102 ou SAP102.